# 池田遺跡
池田遺跡（いけだいせき）は、奈良県大和高田市池田に広がる旧石器時代から江戸時代にかけての複合遺跡。馬見古墳群の南群を構成する池田古墳群等を包括する。

## 概要
1955年（昭和30年）、大和高田市西部の領家山と呼ばれる小丘陵の北側を、東西に切り通すように道路が造成された際、狐井塚古墳（陵西陵墓参考地）の陪塚とされている円墳の領家山1号墳（陪塚:飛地ほ号）南側の地点で、大きな鶏形埴輪を市立陵西小学校の生徒が発見し、当時市立高田中学校教諭であった網干善教によって専門誌に紹介された。
1994年（平成6年）10月開業の「高田温泉さくら荘」や、老人ホーム「慈光園」、総合福祉会館等「ゆうゆう」等が立地する一帯に存在し、大規模な遺跡の存在が予想されたが、実態解明が本格化するのは、1990年代以降にこれら公共施設の建設に伴い発掘調査が実施されてからで、多くの遺構が埋もれていることが判明した。
古墳時代の遺構面では、領家山1号墳の周溝が調査されたほか、墳丘が削平されて周溝のみが残存している古墳が11基確認された（領家山1号墳を含めると12基）。これらは馬見古墳群南群を構成する築山古墳群のさらに南側の沖積地に造られた一群で、池田古墳群とよばれる。古墳は墳丘が削平されているものが多かったが、4世紀から6世紀にかけて造営され、埋没した周溝から多くの埴輪や土師器が出土した。池田4号墳からは甲を被って盾を持つ「盾持ち人埴輪」が出土し、池田9号墳からは「盛装した男子埴輪（靫を背負う男性埴輪）」が出土した。盛装した（靫を背負う）男子埴輪は、2つの角状の突起を持つを被り物をし、角髪を垂直に垂らして括り、背中に靫（ゆき：矢入れ）を背負い、片手に弓を持っていた。
古墳時代より下位の土層からは、後期旧石器時代の国府型ナイフ形石器や縄文時代の縄文土器のほか、弥生時代の方形周溝墓や弥生土器、打製短剣の半製品等が大量に出土した。
池田遺跡内の古墳群（池田古墳群）は、馬見古墳群南群（築山古墳群）の盟主墳たる築山古墳（磐園陵墓参考地）の南約200メートルの範囲に広がっているが、築山古墳群を構成する丘陵上の古墳（築山古墳北側のかん山古墳、大谷山自然公園内にある複数の古墳、築山駅前のインキ山古墳、奈良県内の円墳では富雄丸山古墳に次ぐ規模であるコンピラ山古墳、築山古墳南側の狐井塚古墳・茶臼山古墳など）に比べて古墳の規模が小さく、また墳丘が残存しづらい低い土地（沖積地）に長期間造られ続けており、より強い王権や政治勢力から造墓における立地や墳丘規模に強い規制をかけられていた階層の人々が営んだ古墳群ではないかと考えられている。ただし、小規模古墳群といえども埴輪の種類や数には規制を受けなかったらしく、大古墳に劣らない精巧な埴輪が立て並べられ、多くの出土があった。

### 関連文献
- 大和高田市教育委員会『池田遺跡』1995年
- 大和高田市教育委員会『池田遺跡 : 奈良県大和高田市遺跡調査報告ダイジェスト2001年』2001年